# Edgar Olmos
Pour les articles homonymes, voir Olmos.
Edgar Olmos (né le 12 avril 1990 à Van Nuys, Californie, États-Unis) est un lanceur gaucher des Ligues majeures de baseball sous contrat chez les Cubs de Chicago.

## Carrière
Edgar Olmos est un choix de troisième ronde des Marlins de la Floride en 2008.  Il fait ses débuts dans le baseball majeur comme lanceur de relève des Marlins de Miami le 3 juin 2013 et lance 5 manches en 5 matchs pour cette équipe. 
Après avoir passé la saison 2014 dans les ligues mineures, il est abandonné au ballottage par les Marlins et réclamé le 20 novembre 2014 par les Mariners de Seattle. Il change de nouveau d'équipe avant le début de la saison suivante lorsque les Rangers du Texas le réclament à leur tour au ballottage le 24 février 2015, mais ce transfert est annulé car les Rangers se plaignent que le lanceur souffre d'une blessure à l'épaule dont l'existence n'avait pas été divulguée. En 2015, Olmos effectue deux départs et 4 présences en relève pour Seattle.
Le 4 décembre 2015, il est réclamé au ballottage par les Cubs de Chicago. Le 10 décembre suivant, il est de nouveau soumis au ballottage et cette fois réclamé par les Orioles de Baltimore. Les Cubs le récupèrent au ballottage le 23 décembre qui suit.